# Ploaghe
Ploaghe (sard Piàghe) és un municipi italià, dins de la província de Sàsser. L'any 2007 tenia 4.816 habitants. Es troba a la regió del Tataresu. Limita amb els municipis d'Ardara, Chiaramonti, Codrongianos, Nulvi, Osilo i Siligo. Hi nasqué el conegut sacerdot, arqueòleg i lingüista sard Giuanne Spano.

## Administració
| Període | Identitat       | Partit        |
| ------- | --------------- | ------------- |
| 2006-   | Francesco Baule | Llista cívica |

## Personatges il·lustres
- Juanni Spano